# HD 220105
HD 220105，又名BD+43 4440，SAO 52927、HR 8884，是一颗恒星，视星等为6.13，位于銀經106.22，銀緯-15.79，其B1900.0坐标为赤經23h 16m 0s，赤緯+43° -15.79′ 10″。